# Mike Beebe
Michael Dale (Mike) Beebe (Amagon (Arkansas), 28 december 1946) is een Amerikaans politicus namens de Democratische partij. Tussen 2007 en 2015 was hij de gouverneur van de staat Arkansas.

## Levensloop

### Jeugd en opleiding
Mike Beebe werd opgevoed door zijn moeder, een gastvrouw, en zag nooit zijn vader. Tijdens zijn jeugd verhuisde hij vaak. Hij woonde in Detroit, St. Louis, Chicago, Houston en Alamogordo, New Mexico. Zij keerden uiteindelijk terug naar Arkansas, waar hij in 1964 slaagde voor zijn middelbareschoolexamen. Hij vervolgde zijn studie aan de Arkansas State University en behaalde daar in 1968 een Bachelor of Arts in de politieke wetenschappen. In 1972 behaalde Beebe een graad in de rechten aan de Universiteit van Arkansas.
Na zijn afstuderen diende Beebe tien jaar als lid van de Nationale Reserve. In zijn werkzame leven was hij advocaat in White County.

### Politieke loopbaan
In 1982 begon zijn politieke carrière toen Beebe werd verkozen in de Senaat van Arkansas. Daarin diende hij twintig jaar. In 2002 werd Beebe verkozen tot procureur-generaal van de staat Arkansas.
Op 14 juni 2005 maakte hij bekend dat hij zich namens de Democratische Partij kandidaat ging stellen voor het gouverneurschap van zijn staat. Op 7 november 2006 versloeg hij met 55% van de stemmen de Republikein Asa Hutchinson. Hij werd beëdigd als gouverneur op 9 januari 2007, als opvolger van Mike Huckabee.
Als gouverneur kondigde Beebe financiële maatregelen aan die vooral gericht waren op de middenklasse. Zo daalde de omzetbelasting op voedingsproducten met een half procent, terwijl de onroerendgoedbelasting steeg. Ook wilde hij fors inzetten op het onderwijs en dit toegankelijker maken voor studenten met speciale benodigdheden. Op het gebied van gezondheidszorg wilde hij federaal belastinggeld gebruiken om een zorgverzekering goedkoper te maken en was hij voorstander van de uitbreiding van Medicaid.
Bij de gouverneursverkiezingen in 2010 werd Beebe uitgedaagd door de Republikein Jim Keet. Beebe won de verkiezingen echter met een ruime marge en werd op 11 januari 2011 ingezworen voor zijn tweede termijn als gouverneur van Arkansas. Vier jaar later, bij de gouverneursverkiezingen van 2014, mocht Beebe zich na twee termijnen vervolgens niet meer herkiesbaar stellen. Namens de Democraten werd Mike Ross naar voren geschoven om Beebe op te volgen, maar het was de Republikein Asa Hutchinson die de verkiezingen gemakkelijk won. Op 13 januari 2015 droeg Beebe het gouverneurschap van Arkansas over aan Hutchinson.